# Henry Mann
Pour les articles homonymes, voir Mann.
Ne doit pas être confondu avec Arthur Henry Mann.
Henry Mann est un mathématicien et un statisticien, professeur à l'université d'État de l'Ohio né le 27 octobre 1905 à Vienne et mort à Tucson dans l'Arizona le 1er février 2000.
En théorie des nombres, il est connu pour sa preuve de la conjecture de Schnirelmann-Landau (théorème de Mann). En statistiques non paramétriques, il est connu pour avoir développé le test de Wilcoxon-Mann-Whitney.
Il a reçu le prix Frank Nelson Cole en 1946.

## Publications
- (en) Henry Mann, Addition Theorems : The Addition Theorems of Group Theory and Number Theory, Krieger, 1976 (1re éd. 1965, Wiley) (ISBN 978-0-88275-418-5)